# گمینا دنبوویتس (استان سیلسیان)
گمینا دنبوویتس (استان سیلسیان) (به لهستانی:  Gmina Dębowiec) یک گمینا در لهستان است که در شهرستان چیشن واقع شده‌است. گمینا دنبوویتس ۴۲٫۴۸ کیلومتر مربع مساحت و ۵٬۵۲۹ نفر جمعیت دارد.